# Viento máximo sostenido
El viento máximo sostenido asociado a un ciclón tropical es un indicador común de la intensidad de la tormenta. En un ciclón tropical maduro, se encuentra dentro de la pared ocular a una cierta distancia del centro, conocida como radio del viento máximo, o RMW. A diferencia de las rachas, el valor de estos vientos se determina mediante su muestreo y la media de los resultados a lo largo de un periodo de tiempo. La medición del viento se ha estandarizado globalmente para reflejar los vientos a 10 metros (33 pies) sobre el nivel medio del mar, y el viento máximo sostenido representa el viento medio más alto durante un lapso de tiempo de un minuto (EE. UU.) o de diez minutos (véase la definición, más abajo), en cualquier lugar dentro del ciclón tropical. Los vientos superficiales son muy variables debido a la fricción entre la atmósfera y la superficie de la Tierra, así como en áreas cercanas a colinas y montañas.
Sobre el océano, las imágenes de satélite se utilizan a menudo para estimar los vientos máximos sostenidos dentro de un ciclón tropical. Las observaciones terrestres, navales, de reconocimiento aéreo y las imágenes de radar también pueden estimar esta cantidad, cuando se dispone de ellas. Este valor ayuda a determinar el potencial de daños de un ciclón tropical, mediante el uso de escalas como la de Saffir-Simpson.

## Definición
El viento máximo sostenido se produce normalmente a una distancia del centro conocida como radio de vientos máximos, dentro de la pared ocular de un ciclón tropical maduro, antes de que los vientos disminuyan a distancias más alejadas del centro de un ciclón tropical. La mayoría de las agencias meteorológicas utilizan la definición de vientos sostenidos recomendada por la Organización Meteorológica Mundial (OMM), que especifica medir los vientos a una altura de 10 metros (33 pies) durante 10 minutos, y luego tomar el promedio.
Sin embargo, el Servicio Meteorológico Nacional de Estados Unidos define los vientos sostenidos dentro de los ciclones tropicales calculando la media de los vientos durante un minuto, medidos a la misma altura de 10 metros. Se trata de una distinción importante, ya que el valor del viento sostenido más alto durante un minuto es aproximadamente un 14% mayor que el de un viento sostenido durante diez minutos durante el mismo periodo.

## Estimación y medición
En la mayoría de las cuencas de ciclones tropicales, el uso de la técnica Dvorak basada en satélites es el principal método utilizado para estimar los vientos máximos sostenidos de un ciclón tropical. La extensión de la banda espiral y la diferencia de temperatura entre el ojo y la pared ocular se utilizan dentro de la técnica para asignar un viento y una presión máximos sostenidos. Los valores de presión central para sus centros de baja presión son aproximados. El seguimiento de nubes individuales en imágenes de satélite minuciosas podría utilizarse en el futuro para estimar las velocidades de los vientos en superficie de los ciclones tropicales.
También se utilizan observaciones desde barcos y desde tierra. En el Atlántico, así como en las cuencas del Pacífico central y oriental, se siguen utilizando aviones de reconocimiento que sobrevuelan los ciclones tropicales para determinar los vientos a nivel de vuelo, que luego pueden ajustarse para proporcionar una estimación bastante fiable de los vientos máximos sostenidos. Una reducción del 10% de los vientos muestreados a nivel de vuelo se utiliza para estimar los vientos máximos sostenidos cerca de la superficie, lo que se ha determinado durante la última década mediante el uso de GPS dropwindsondes (sonda de caída). El radar meteorológico Doppler se puede utilizar de la misma manera para determinar los vientos de superficie con ciclones tropicales cerca de tierra.
|                                 |                                  |                        |                       |
| Tormenta tropical Wilma en T3.0 | Tormenta tropical Dennis en T4.0 | Huracán Jeanne en T5.0 | Huracán Emily en T6.0 |

## Variación
La fricción entre la atmósfera y la superficie terrestre provoca una reducción del 20% del viento en la superficie de la Tierra. La rugosidad de la superficie también provoca una variación significativa de la velocidad del viento. En tierra, los vientos se maximizan en las crestas de las colinas o montañas, mientras que en los valles y laderas de sotavento las velocidades del viento son menores. En comparación con lo que ocurre en el agua, los vientos máximos sostenidos en tierra son un 8% más bajos de media. Más concretamente, sobre una ciudad o un terreno accidentado, el efecto de gradiente del viento podría causar una reducción del 40% al 50% de la velocidad geostrófica del viento en altura; mientras que sobre aguas abiertas o hielo, la reducción oscila entre el 10% y el 30%.

## Relación con las escalas de intensidad de los ciclones tropicales
En la mayoría de las cuencas, los vientos máximos sostenidos se utilizan para definir la categoría de un ciclón tropical en la escala de ciclones tropicales de cada cuenca. En los océanos Atlántico y Pacífico nororiental, se utiliza la escala Saffir-Simpson. Esta escala puede utilizarse para determinar las posibles mareas de tempestad y el impacto de los daños en tierra. En la mayoría de las cuencas, la categoría del ciclón tropical (por ejemplo, depresión tropical, tormenta tropical, huracán/tifón, supertifón, depresión, depresión profunda, ciclón tropical intenso) se determina a partir del viento máximo sostenido del ciclón durante un minuto.